# Mistrovství světa v ledním hokeji žen 2025
Mistrovství světa v ledním hokeji žen 2025 byl 24. ročník mistrovství světa v ledním hokeji žen, pořádaný Mezinárodní hokejovou federací (IIHF), který se konal v Českých Budějovicích od 9. do 20. dubna 2025 v Budvar aréně. Šlo o první mistrovství světa v ledním hokeji žen konané v Česku a též o nejnavštěvovnější mistrovství světa žen vůbec. Turnaj byl slavnostně zahájen prvním viceprezidentem IIHF Petrem Břízou, hejtmanem Jihočeského kraje Martinem Kubou a primátorkou Českých Budějovic Dagmar Škodovou Parmovou.

## Účastníci
- Kanada
- Česko
- Finsko
- Švýcarsko
- USA
- Švédsko
- Německo
- Japonsko
- Norsko
- Maďarsko

## Rozhodčí
12 hlavních rozhodčí a 12 čárových rozhodčí:
| Hlavní | Čároví |
| --- | --- |
| - Julia Kainberger - Cianna Lieffers - Elizabeth Mantha - Michelle McKenna - Shauna Neary - Zuzana Svobodová - Anniina Nurmi - Ida Henriksson - Kelly Cooke - Melissa Doyle - Samantha Hiller - Amanda Tassoni | - Alex Clarke - Laura Gutasukas - Justine Todd - Kirsten Welsh - Erin Zach - Kristýna Hájková - Tiina Saarimäki - Alexia Cheyroux - Leonie Ernst - Jessica Lundgren - Sarah Buckner - Jennifer Cameron |

## Skupina A

### Tabulka
|  | Postupující do čtvrtfinále |

| P  | Tým       | Z | V | VP | PP | P | GV | GI | +/- | B  |
| -- | --------- | - | - | -- | -- | - | -- | -- | --- | -- |
| 1. | USA       | 4 | 4 | 0  | 0  | 0 | 18 | 2  | +16 | 12 |
| 2. | Kanada    | 4 | 3 | 0  | 0  | 1 | 17 | 3  | +14 | 9  |
| 3. | Finsko    | 4 | 2 | 0  | 0  | 2 | 7  | 15 | −8  | 6  |
| 4. | Česko     | 4 | 1 | 0  | 0  | 3 | 6  | 15 | −9  | 3  |
| 5. | Švýcarsko | 4 | 0 | 0  | 0  | 4 | 1  | 14 | −13 | 0  |

### Zápasy
Všechny časy jsou místní (UTC+2).
| 9. dubna 2025 15:00 | Finsko | 1 : 7 (0:3, 1:2, 0:2) | USA | Budvar aréna, České Budějovice Návštěvnost: 5 132 |  |

| Report                                 |                                        |                                 | |                                                                               |
| Sanni Ahola                            | Sanni Ahola                            | Brankáři                        | Aerin Frankel | Rozhodčí: Kelly Cooke Anniina Nurmi Čároví: Jennifer Cameron Kristýna Hájková |
| Nieminen (Holopainen, Laitinen) 28:03' | Nieminen (Holopainen, Laitinen) 28:03' | 0:1 0:2 0:3 0:4 1:4 1:5 1:6 1:7 | 02:44' Scamurra (Harmon, Simms) 05:39' Scamurra (Edwards, Zumwinkle) 11:58' Pannek (Murphy) 20:55' Stecklein (Knight, Heise) 28:19' Knight (Carpenter, Janecke) 41:45' Heise (Barnes) 42:07' Pannek (Winn, Harvey) | Rozhodčí: Kelly Cooke Anniina Nurmi Čároví: Jennifer Cameron Kristýna Hájková |
| 2 min                                  | 2 min                                  | Tresty                          | 4 min | Rozhodčí: Kelly Cooke Anniina Nurmi Čároví: Jennifer Cameron Kristýna Hájková |
| 20                                     | 20                                     | Střely                          | 24 | Rozhodčí: Kelly Cooke Anniina Nurmi Čároví: Jennifer Cameron Kristýna Hájková |

| 9. dubna 2025 19:00 | Česko | 3 : 0 (2:0, 1:0, 0:0) | Švýcarsko | Budvar aréna, České Budějovice Návštěvnost: 5 859 |  |

| Report | |             |                |                                                                                   |
| Klára Peslarová | Klára Peslarová | Brankáři    | Andrea Brändli | Rozhodčí: Julia Kainberger Cianna Lieffers Čároví: Jessica Lundgren Kirsten Welsh |
| Hymlárová (Mlýnková, Trnková) 04:47' Kaltounková (Mrázová, Šapovalivová) 19:47' Pištěková (Přibylová, Trnková) 27:41' | Hymlárová (Mlýnková, Trnková) 04:47' Kaltounková (Mrázová, Šapovalivová) 19:47' Pištěková (Přibylová, Trnková) 27:41' | 1:0 2:0 3:0 |                | Rozhodčí: Julia Kainberger Cianna Lieffers Čároví: Jessica Lundgren Kirsten Welsh |
| 12 min | 12 min | Tresty      | 6 min          | Rozhodčí: Julia Kainberger Cianna Lieffers Čároví: Jessica Lundgren Kirsten Welsh |
| 31 | 31 | Střely      | 26             | Rozhodčí: Julia Kainberger Cianna Lieffers Čároví: Jessica Lundgren Kirsten Welsh |

| 10. dubna 2025 19:00 | Kanada | 5 : 0 (3:0, 1:0, 1:0) | Finsko | Budvar aréna, České Budějovice Návštěvnost: 1 128 |  |

| Report | |                     |                                            |                                                                         |
| Kristen Campbell | Kristen Campbell | Brankáři            | Emilia Kyrkkö (od 20. minuty Anni Keisala) | Rozhodčí: Elizabeth Mantha Amanda Tassoni Čároví: Alex Clarke Erin Zach |
| Gardiner (Shelton, Poulin) 06:02' Shelton (Fast, Jenner) 12:22' Poulin (Gardiner, Stacey) 17:12' Gardiner 20:18' Maltais (Zandee-Hart) 51:14' | Gardiner (Shelton, Poulin) 06:02' Shelton (Fast, Jenner) 12:22' Poulin (Gardiner, Stacey) 17:12' Gardiner 20:18' Maltais (Zandee-Hart) 51:14' | 1:0 2:0 3:0 4:0 5:0 |                                            | Rozhodčí: Elizabeth Mantha Amanda Tassoni Čároví: Alex Clarke Erin Zach |
| 4 min | 4 min | Tresty              | 2 min                                      | Rozhodčí: Elizabeth Mantha Amanda Tassoni Čároví: Alex Clarke Erin Zach |
| 35 | 35 | Střely              | 24                                         | Rozhodčí: Elizabeth Mantha Amanda Tassoni Čároví: Alex Clarke Erin Zach |

| 11. dubna 2025 15:00 | Švýcarsko | 0 : 4 (0:1, 0:3, 0:0) | Kanada | Budvar aréna, České Budějovice Návštěvnost: 5 398 |  |

| Report         |                |                 | |                                                                            |
| Andrea Brändli | Andrea Brändli | Brankáři        | Ann-Renée Desbiens | Rozhodčí: Shauna Neary Anniina Nurmi Čároví: Kristýna Hájková Justine Todd |
|                |                | 0:1 0:2 0:3 0:4 | 12:26' Zandee-Hart (Poulin, Stacey) 27:14' Spooner (Poulin, Nurse) (PP) 29:06' Stacey (Poulin, Fast) 29:46' Watts (Filier}) | Rozhodčí: Shauna Neary Anniina Nurmi Čároví: Kristýna Hájková Justine Todd |
| 2 min          | 2 min          | Tresty          | 2 min | Rozhodčí: Shauna Neary Anniina Nurmi Čároví: Kristýna Hájková Justine Todd |
| 17             | 17             | Střely          | 40 | Rozhodčí: Shauna Neary Anniina Nurmi Čároví: Kristýna Hájková Justine Todd |

| 11. dubna 2025 19:00 | USA | 4 : 0 (1:0; 1:0; 2:0) | Česko | Budvar aréna, České Budějovice Návštěvnost: 5 859 |  |

| Report | |                 |                 |                                                                                   |
| Gwyneth Philips | Gwyneth Philips | Brankáři        | Michaela Hesová | Rozhodčí: Cianna Lieffers Amanda Tassoni Čároví: Jessica Lundgren Tiina Saarimäki |
| Murphy (Harvey, Simms) 14:52' Murphy (Pannek, Keller) 26:58' Knight (Keller, Carpenter) 42:28' Carpenter (Keller, (Janecke) 47:22' | Murphy (Harvey, Simms) 14:52' Murphy (Pannek, Keller) 26:58' Knight (Keller, Carpenter) 42:28' Carpenter (Keller, (Janecke) 47:22' | 1:0 2:0 3:0 4:0 |                 | Rozhodčí: Cianna Lieffers Amanda Tassoni Čároví: Jessica Lundgren Tiina Saarimäki |
| 4 min | 4 min | Tresty          | 10 min          | Rozhodčí: Cianna Lieffers Amanda Tassoni Čároví: Jessica Lundgren Tiina Saarimäki |
| 48 | 48 | Střely          | 10              | Rozhodčí: Cianna Lieffers Amanda Tassoni Čároví: Jessica Lundgren Tiina Saarimäki |

| 12. dubna 2025 19:00 | Finsko | 4 : 2 (0:1, 2:0, 2:1) | Česko | Budvar aréna, České Budějovice Návštěvnost: 5 859 |  |

| Report | |                         |                                                                                 |                                                                             |
| Sanni Ahola | Sanni Ahola | Brankáři                | Klára Peslarová                                                                 | Rozhodčí: Melissa Doyle Julia Kainberger Čároví: Jennifer Cameron Erin Zach |
| Suroanta (Tulus, Kuoppala) 26:29' Savolainen (Kuoppala, Tulus) 29:23' Schalin (Savolainen, Vesa) 46:20' Holopainen (Tapani, Nieminen) 51:01' | Suroanta (Tulus, Kuoppala) 26:29' Savolainen (Kuoppala, Tulus) 29:23' Schalin (Savolainen, Vesa) 46:20' Holopainen (Tapani, Nieminen) 51:01' | 0:1 1:1 2:1 3:1 4:1 4:2 | 11:55' Vanišová (Pejšová, Křížová) (PP) 57:57' Kaltounková (Tejralová, Mrázová) | Rozhodčí: Melissa Doyle Julia Kainberger Čároví: Jennifer Cameron Erin Zach |
| 6 min | 6 min | Tresty                  | 2 min                                                                           | Rozhodčí: Melissa Doyle Julia Kainberger Čároví: Jennifer Cameron Erin Zach |
| 28 | 28 | Střely                  | 29                                                                              | Rozhodčí: Melissa Doyle Julia Kainberger Čároví: Jennifer Cameron Erin Zach |

| 13. dubna 2025 19:00 | Kanada | 1 : 2 (0:1, 0:1, 1:0) | USA | Budvar aréna, České Budějovice Návštěvnost: 5 538 |  |

| Report                           |                                  |             |                                                                   |                                                                               |
| Ann-Renée Desbiens               | Ann-Renée Desbiens               | Brankáři    | Aerin Frankel                                                     | Rozhodčí: Samantha Hiller Michelle McKenna Čároví: Justine Todd Kirsten Welsh |
| Stacey (Poulin, Gardiner) 46:50' | Stacey (Poulin, Gardiner) 46:50' | 0:1 0:2 1:2 | 10:36' Stecklein (Pannek, Coyne) 32:22' Keller (Scamurra, Harmon) | Rozhodčí: Samantha Hiller Michelle McKenna Čároví: Justine Todd Kirsten Welsh |
| 4 min                            | 4 min                            | Tresty      | 4 min                                                             | Rozhodčí: Samantha Hiller Michelle McKenna Čároví: Justine Todd Kirsten Welsh |
| 19                               | 19                               | Střely      | 28                                                                | Rozhodčí: Samantha Hiller Michelle McKenna Čároví: Justine Todd Kirsten Welsh |

| 14. dubna 2025 15:00 | Švýcarsko | 1 : 2 (0:1, 1:1, 0:0) | Finsko | Budvar aréna, České Budějovice Návštěvnost: 5 209 |  |

| Report        |               |             |                                                               |                                                                               |
| Saskia Maurer | Saskia Maurer | Brankáři    | Emilia Kyrkkö                                                 | Rozhodčí: Elizabeth Mantha Shauna Neary Čároví: Leonie Ernst Kristýna Hájková |
| Müller 29:33' | Müller 29:33' | 0:1 0:2 1:2 | 10:13' Savolainen (Nylund) 27:47' Karvinen (Tulus, Parkkonen) | Rozhodčí: Elizabeth Mantha Shauna Neary Čároví: Leonie Ernst Kristýna Hájková |
| 2 min         | 2 min         | Tresty      | 8 min                                                         | Rozhodčí: Elizabeth Mantha Shauna Neary Čároví: Leonie Ernst Kristýna Hájková |
| 28            | 28            | Střely      | 22                                                            | Rozhodčí: Elizabeth Mantha Shauna Neary Čároví: Leonie Ernst Kristýna Hájková |

| 14. dubna 2025 19:00 | Česko | 1 : 7 (1:1, 0:1, 0:5) | Kanada | Budvar aréna, České Budějovice Návštěvnost: 5 859 |  |

| Report                                          |                                                 |                                 | |                                                                       |
| Klára Peslarová (od 46. minuty Michaela Hesová) | Klára Peslarová (od 46. minuty Michaela Hesová) | Brankáři                        | Kristen Campbell | Rozhodčí: Kelly Cooke Anniina Nurmi Čároví: Tiina Saarimaki Erin Zach |
| Šapovaliová 5:25'                               | Šapovaliová 5:25'                               | 0:1 1:1 1:2 1:3 1:4 1:5 1:6 1:7 | 03:20' Poulin (Larocque, Ambrose) 27:13' Poulin (Stacey, Larocque) 45:42' Watts (Ambrose, Thompson) (PP) 46:09' O'Neill (Gosling) 46:40' Gardiner 48:05' O'Neill (Maltais, Serdachny) 54:17' Jacques (Nurse, Fast) | Rozhodčí: Kelly Cooke Anniina Nurmi Čároví: Tiina Saarimaki Erin Zach |
| 8 min                                           | 8 min                                           | Tresty                          | 10 min | Rozhodčí: Kelly Cooke Anniina Nurmi Čároví: Tiina Saarimaki Erin Zach |
| 19                                              | 19                                              | Střely                          | 43 | Rozhodčí: Kelly Cooke Anniina Nurmi Čároví: Tiina Saarimaki Erin Zach |

| 15. dubna 2025 19:00 | USA | 5 : 0 (3:0, 1:0, 1:0) | Švýcarsko | Budvar aréna, České Budějovice Návštěvnost: 2 981 |  |

| Report | |                     |                |                                                                                 |
| Gwyneth Philips od 31. minuty Ava McNaughton | Gwyneth Philips od 31. minuty Ava McNaughton | Brankáři            | Andrea Brändli | Rozhodčí: Ida Henriksson Michelle McKenna Čároví: Jennifer Cameron Leonie Ernst |
| Janecke (Carpenter, Knight) 11:23' Coyne (Pannek, Winn) 12:37' Janecke (Knight, Carpenter) 15:05' Harvey (Knight, Carpenter) 39:59' Coyne (Pannek, Wilgren) 58:41' | Janecke (Carpenter, Knight) 11:23' Coyne (Pannek, Winn) 12:37' Janecke (Knight, Carpenter) 15:05' Harvey (Knight, Carpenter) 39:59' Coyne (Pannek, Wilgren) 58:41' | 1:0 2:0 3:0 4:0 5:0 |                | Rozhodčí: Ida Henriksson Michelle McKenna Čároví: Jennifer Cameron Leonie Ernst |
| 0 min | 0 min | Tresty              | 6 min          | Rozhodčí: Ida Henriksson Michelle McKenna Čároví: Jennifer Cameron Leonie Ernst |
| 53 | 53 | Střely              | 6              | Rozhodčí: Ida Henriksson Michelle McKenna Čároví: Jennifer Cameron Leonie Ernst |

## Skupina B

### Tabulka
|  | Postupující do čtvrtfinále |
|  | Sestupující do divize IA   |

| P  | Tým      | Z | V | VP | PP | P | GV | GI | +/- | B  |
| -- | -------- | - | - | -- | -- | - | -- | -- | --- | -- |
| 1. | Švédsko  | 4 | 4 | 0  | 0  | 0 | 17 | 2  | +15 | 12 |
| 2. | Japonsko | 4 | 3 | 0  | 0  | 1 | 8  | 4  | +4  | 9  |
| 3. | Německo  | 4 | 2 | 0  | 0  | 2 | 11 | 9  | +2  | 6  |
| 4. | Norsko   | 4 | 1 | 0  | 0  | 3 | 7  | 18 | −11 | 3  |
| 5. | Maďarsko | 4 | 0 | 0  | 0  | 4 | 1  | 11 | −10 | 0  |

### Zápasy
Všechny časy jsou místní (UTC+2).
| 9. dubna 2025 11:00 | Švédsko | 5 : 2 (1:0, 1:1, 3:1) | Německo | Budvar aréna, České Budějovice Návštěvnost: 4 207 |  |

| Report | |                             |                                                                          |                                                                                    |
| Emma Söderberg | Emma Söderberg | Brankáři                    | Sandra Abstreiter                                                        | Rozhodčí: Samantha Hiller Zuzana Svobodová Čároví: Alexia Cheyroux Tiina Saarimäki |
| Thuvik (Lis. Johansson) 10:34' Hallin (Olsson, Lin. Johansson) 28:20' Kjellbin (Lin. Johansson, Hallin) 42:13' T. Johansson (Hedqvist, Bouveng) 43:08' Olsson 58:53' | Thuvik (Lis. Johansson) 10:34' Hallin (Olsson, Lin. Johansson) 28:20' Kjellbin (Lin. Johansson, Hallin) 42:13' T. Johansson (Hedqvist, Bouveng) 43:08' Olsson 58:53' | 1:0 2:0 2:1 3:1 4:1 4:2 5:2 | 33:18' Lu. Welcke (Jobst-Smith, Li. Welcke) 50:04' Nix (Kluge, Gleißner) | Rozhodčí: Samantha Hiller Zuzana Svobodová Čároví: Alexia Cheyroux Tiina Saarimäki |
| 4 min | 4 min | Tresty                      | 4 min                                                                    | Rozhodčí: Samantha Hiller Zuzana Svobodová Čároví: Alexia Cheyroux Tiina Saarimäki |
| 33 | 33 | Střely                      | 19                                                                       | Rozhodčí: Samantha Hiller Zuzana Svobodová Čároví: Alexia Cheyroux Tiina Saarimäki |

| 10. dubna 2025 11:00 | Japonsko | 5 : 2 (2:2, 2:0, 1:0) | Norsko | Budvar aréna, České Budějovice Návštěvnost: 3 314 |  |

| Report | |                             |                                      |                                                                             |
| Miyuu Masuhara | Miyuu Masuhara | Brankáři                    | Ena Nystrøm                          | Rozhodčí: Ida Henriksson Shauna Neary Čároví: Sarah Buckner Laura Gutasukas |
| Hosoyamada (Miura, Maeda) 04:51' Ukita (Ito, Sato) 13:38' Miura (Maeda) 24:40' Rir. Noro (Maeda) 36:01' Ak. Shiga (Ito) 48:05' | Hosoyamada (Miura, Maeda) 04:51' Ukita (Ito, Sato) 13:38' Miura (Maeda) 24:40' Rir. Noro (Maeda) 36:01' Ak. Shiga (Ito) 48:05' | 0:1 1:1 2.1 2:2 3:2 4:2 5:2 | 02:05' Dalen 15:33' Brunvold (Haave) | Rozhodčí: Ida Henriksson Shauna Neary Čároví: Sarah Buckner Laura Gutasukas |
| 2 min | 2 min | Tresty                      | 12 min                               | Rozhodčí: Ida Henriksson Shauna Neary Čároví: Sarah Buckner Laura Gutasukas |
| 57 | 57 | Střely                      | 27                                   | Rozhodčí: Ida Henriksson Shauna Neary Čároví: Sarah Buckner Laura Gutasukas |

| 10. dubna 2025 15:00 | Švédsko | 2 : 0 (0:0, 1:0, 1:0) | Maďarsko | Budvar aréna, České Budějovice Návštěvnost: 1 295 |  |

| Report                                                                                 |                                                                                        |          |              |                                                                            |
| Emma Söderberg                                                                         | Emma Söderberg                                                                         | Brankáři | Anikó Németh | Rozhodčí: Melissa Doyle Michelle McKenna Čároví: Leonie Ernst Justine Todd |
| Lin. Johansson (Svensson, Forsgren) 38:59' Ljungblom (Jungåker, Lin. Johansson) 55:37' | Lin. Johansson (Svensson, Forsgren) 38:59' Ljungblom (Jungåker, Lin. Johansson) 55:37' | 1:0 2:0  |              | Rozhodčí: Melissa Doyle Michelle McKenna Čároví: Leonie Ernst Justine Todd |
| 8 min                                                                                  | 8 min                                                                                  | Tresty   | 4 min        | Rozhodčí: Melissa Doyle Michelle McKenna Čároví: Leonie Ernst Justine Todd |
| 24                                                                                     | 24                                                                                     | Střely   | 24           | Rozhodčí: Melissa Doyle Michelle McKenna Čároví: Leonie Ernst Justine Todd |

| 11. dubna 2025 11:00 | Maďarsko | 0 : 2 (0:1, 0:0, 0:1) | Japonsko | Budvar aréna, České Budějovice Návštěvnost: 2 139 |  |

| Report       |              |          |                                           |                                                                                   |
| Anikó Németh | Anikó Németh | Brankáři | Miyuu Masuharaa                           | Rozhodčí: Michelle McKenna Zuzana Svobodová Čároví: Laura Gutauskas Kirsten Welsh |
|              |              | 0:1 0:2  | 19:37' Wajima 59:52' Ak. Shiga (Hitosato) | Rozhodčí: Michelle McKenna Zuzana Svobodová Čároví: Laura Gutauskas Kirsten Welsh |
| 4 min        | 4 min        | Tresty   | 2 min                                     | Rozhodčí: Michelle McKenna Zuzana Svobodová Čároví: Laura Gutauskas Kirsten Welsh |
| 27           | 27           | Střely   | 21                                        | Rozhodčí: Michelle McKenna Zuzana Svobodová Čároví: Laura Gutauskas Kirsten Welsh |

| 12. dubna 2025 15:00 | Norsko | 2 : 5 (1:2, 1:2, 0:1) | Německo | Budvar aréna, České Budějovice Návštěvnost: 5 435 |  |

| Report                                                         |                                                                |                             | |                                                                             |
| Ena Nystrøm                                                    | Ena Nystrøm                                                    | Brankáři                    | Sandra Abstreiter | Rozhodčí: Kelly Cooke Samantha Hiller Čároví: Sarah Buckner Alexia Cheyroux |
| Fischer (Kruse, Sirum) 18:57' Dalen (Fischer, Bergesen) 31:24' | Fischer (Kruse, Sirum) 18:57' Dalen (Fischer, Bergesen) 31:24' | 0:1 0:2 1:2 1:3 2:3 2:4 2:5 | 07:29' Haider (Schiefer, Gleißner) 17:47' Feldmeier 22:01' Schiefer (Feldmeier, Strobel) 39:44' Jobst-Smith (Lu. Welcke, Li. Welcke) (PP) 59:18' Li. Welcke (Lu. Welcke, Strobel) | Rozhodčí: Kelly Cooke Samantha Hiller Čároví: Sarah Buckner Alexia Cheyroux |
| 10 min                                                         | 10 min                                                         | Tresty                      | 6 min | Rozhodčí: Kelly Cooke Samantha Hiller Čároví: Sarah Buckner Alexia Cheyroux |
| 22                                                             | 22                                                             | Střely                      | 39 | Rozhodčí: Kelly Cooke Samantha Hiller Čároví: Sarah Buckner Alexia Cheyroux |

| 13. dubna 2025 11:00 | Maďarsko | 0 : 3 (0:0, 0:2, 0:1) | Norsko | Budvar aréna, České Budějovice Návštěvnost: 1 811 |  |

| Report       |              |             |                                                                          |                                                                            |
| Aniko Nemeth | Aniko Nemeth | Brankáři    | Ena Nystrøm                                                              | Rozhodčí: Ida Henriksson Elizabeth Mantha Čároví: Alex Clarke Leonie Ernst |
|              |              | 0:1 0:2 0:3 | 20:56' Furulund (Sirum) 29:46' Bergesen (Engmann, Pedersen) 59:15' Sirum | Rozhodčí: Ida Henriksson Elizabeth Mantha Čároví: Alex Clarke Leonie Ernst |
| 4 min        | 4 min        | Tresty      | 6 min                                                                    | Rozhodčí: Ida Henriksson Elizabeth Mantha Čároví: Alex Clarke Leonie Ernst |
| 45           | 45           | Střely      | 21                                                                       | Rozhodčí: Ida Henriksson Elizabeth Mantha Čároví: Alex Clarke Leonie Ernst |

| 13. dubna 2025 15:00 | Japonsko | 0 : 2 (0:1, 0:0, 0:1) | Švédsko | Budvar aréna, České Budějovice Návštěvnost: 3 051 |  |

| Report         |                |          |                                                                                   |                                                                                    |
| Miyuu Masuhara | Miyuu Masuhara | Brankáři | Emma Söderberg                                                                    | Rozhodčí: Julia Kainberger Cianna Lieffers Čároví: Alexia Cheyroux Laura Gutauskas |
|                |                | 0:1 0:2  | 16:57' Bergstrom (Karlsson, Svensson) 44:33' Thuvik (Hjalmarsson, Lis. Johansson) | Rozhodčí: Julia Kainberger Cianna Lieffers Čároví: Alexia Cheyroux Laura Gutauskas |
| 0 min          | 0 min          | Tresty   | 4 min                                                                             | Rozhodčí: Julia Kainberger Cianna Lieffers Čároví: Alexia Cheyroux Laura Gutauskas |
| 17             | 17             | Střely   | 26                                                                                | Rozhodčí: Julia Kainberger Cianna Lieffers Čároví: Alexia Cheyroux Laura Gutauskas |

| 14. dubna 2025 11:00 | Německo | 4 : 1 (0:0, 1:1, 3:0) | Maďarsko | Budvar aréna, České Budějovice Návštěvnost: 3 415 |  |

| Report | |                     |                                 |                                                                                     |
| Sandra Abstreiter | Sandra Abstreiter | Brankáři            | Aniko Nemeth                    | Rozhodčí: Zuzana Svobodová Amanda Tassoni Čároví: Jennifer Cameron Jessica Lundgren |
| Hadraschek (Nix, Kluge) (PP) 27:56' Jobst-Smith (Li. Welcke, Voigt) (PP) 45:38' Kluge (Voigt) 49:00' Hadraschek (Kluge, Nix) 58:01' | Hadraschek (Nix, Kluge) (PP) 27:56' Jobst-Smith (Li. Welcke, Voigt) (PP) 45:38' Kluge (Voigt) 49:00' Hadraschek (Kluge, Nix) 58:01' | 1:0 1:1 2:1 3:1 4:1 | 36:16' Kreisz (Seregely, Mayer) | Rozhodčí: Zuzana Svobodová Amanda Tassoni Čároví: Jennifer Cameron Jessica Lundgren |
| 8 min | 8 min | Tresty              | 8 min                           | Rozhodčí: Zuzana Svobodová Amanda Tassoni Čároví: Jennifer Cameron Jessica Lundgren |
| 23 | 23 | Střely              | 13                              | Rozhodčí: Zuzana Svobodová Amanda Tassoni Čároví: Jennifer Cameron Jessica Lundgren |

| 15. dubna 2025 11:00 | Norsko | 0 : 8 (0:2, 0:3, 0:3) | Švédsko | Budvar aréna, České Budějovice Návštěvnost: 5 217 |  |

| Report                                     |                                            |                                 | |                                                                          |
| Ena Nystrøm od 40. minuty Marthe Kongstorp | Ena Nystrøm od 40. minuty Marthe Kongstorp | Brankáři                        | Ida Boman | Rozhodčí: Melissa Doyle Shauna Neary Čároví: Alexia Cheyroux Alex Clarke |
|                                            |                                            | 0:1 0:2 0:3 0:4 0:5 0:6 0:7 0:8 | 06:44' Hallin (Lin. Johansson, Karlsson) 14:24' Ljungblom (Lin. Johansson, Raunio) 20:18' Hedqvist (Hjalmarsson) 25:10' Raunio (Svensson) 31:39' Bouveng (Hjalmarsson, Kjellbin) 46:26' Hedqvist (Silen, Bouveng) 52:51' Svensson (Ljungblom, Jungaker) 57:44' Hedqvist (Silen, Hjalmarsson) | Rozhodčí: Melissa Doyle Shauna Neary Čároví: Alexia Cheyroux Alex Clarke |
| 2 min                                      | 2 min                                      | Tresty                          | 0 min | Rozhodčí: Melissa Doyle Shauna Neary Čároví: Alexia Cheyroux Alex Clarke |
| 16                                         | 16                                         | Střely                          | 56 | Rozhodčí: Melissa Doyle Shauna Neary Čároví: Alexia Cheyroux Alex Clarke |

| 15. dubna 2025 15:00 | Německo | 0 : 1 (0:0, 0:1, 0:0) | Japonsko | Budvar aréna, České Budějovice Návštěvnost: 1 703 |  |

| Report            |                   |          |                    |                                                                               |
| Sandra Abstreiter | Sandra Abstreiter | Brankáři | Miyuu Masuhara     | Rozhodčí: Kelly Cooke Zuzana Svobodová Čároví: Sarah Buckner Jessica Lundgren |
|                   |                   | 0:1      | 25:11' Ukita (Ito) | Rozhodčí: Kelly Cooke Zuzana Svobodová Čároví: Sarah Buckner Jessica Lundgren |
| 4 min             | 4 min             | Tresty   | 0 min              | Rozhodčí: Kelly Cooke Zuzana Svobodová Čároví: Sarah Buckner Jessica Lundgren |
| 34                | 34                | Střely   | 25                 | Rozhodčí: Kelly Cooke Zuzana Svobodová Čároví: Sarah Buckner Jessica Lundgren |

## Play-off

### Pavouk
|  | Čtvrtfinále 1 |               |               |  |    |              |              |              |  |               |               |               |      |
|  | A1            | USA           | 3             |  |    |              |              |              |  |               |               |               |      |
|  | B3            | Německo       | 0             |  |    | Semifinále 1 | Semifinále 1 | Semifinále 1 |  |               |               |               |      |
|  |               |               |               |  |    | A1           | USA          | 2            |  |               |               |               |      |
|  | Čtvrtfinále 2 | Čtvrtfinále 2 | Čtvrtfinále 2 |  | A4 | Česko        | 1            |              |  |               |               |               |      |
|  | A4            | Česko         | 7             |  |    |              |              |              |  |               |               |               |      |
|  | A5            | Švýcarsko     | 0             |  |    |              |              |              |  | Finále        | Finále        | Finále        |      |
|  |               |               |               |  |    |              |              |              |  |               | A1            | USA           | 4 PP |
|  | Čtvrtfinále 3 | Čtvrtfinále 3 | Čtvrtfinále 3 |  |    |              |              |              |  |               | A2            | Kanada        | 3    |
|  | A2            | Kanada        | 9             |  |    |              |              |              |  |               |               |               |      |
|  | B2            | Japonsko      | 1             |  |    | Semifinále 2 | Semifinále 2 | Semifinále 2 |  | Zápas o bronz | Zápas o bronz | Zápas o bronz |      |
|  |               |               |               |  |    | A2           | Kanada       | 8            |  | A3            | Finsko        | 4 PP          |      |
|  | Čtvrtfinále 4 | Čtvrtfinále 4 | Čtvrtfinále 4 |  | A3 | Finsko       | 1            |              |  | A4            | Česko         | 3             |      |
|  | A3            | Finsko        | 3             |  |    |              |              |              |  |               |               |               |      |
|  | B1            | Švédsko       | 2             |  |    |              |              |              |  |               |               |               |      |

### Čtvrtfinále
Všechny časy jsou místní (UTC+2).
| 17. dubna 2025 10:00 | Finsko | 3 : 2 (2:0, 1:2, 0:0) | Švédsko | Budvar aréna, České Budějovice Návštěvnost: 2 594 |  |

| Report                                                                                             | |                     |                                                                            |                                                                                 |
| Sanni Ahola                                                                                        | Sanni Ahola                                                                                        | Brankáři            | Emma Söderberg                                                             | Rozhodčí: Melissa Doyle Amanda Tassoni Čároví: Laura Gutauskas Kristýna Hájková |
| Nylund (Liikala, Vanhanen) 08:35' Savolainen (Suoranta, Liikala) 17:15' Tapani (Holopainen) 31:46' | Nylund (Liikala, Vanhanen) 08:35' Savolainen (Suoranta, Liikala) 17:15' Tapani (Holopainen) 31:46' | 1:0 2:0 2:1 2:2 3:2 | 20:50' Hedqvist (Hjalmarsson, Söderberg) 25:54' Bouveng (Raunio, Jungaker) | Rozhodčí: Melissa Doyle Amanda Tassoni Čároví: Laura Gutauskas Kristýna Hájková |
| 0 min                                                                                              | 0 min                                                                                              | Tresty              | 4 min                                                                      | Rozhodčí: Melissa Doyle Amanda Tassoni Čároví: Laura Gutauskas Kristýna Hájková |
| 26                                                                                                 | 26                                                                                                 | Střely              | 15                                                                         | Rozhodčí: Melissa Doyle Amanda Tassoni Čároví: Laura Gutauskas Kristýna Hájková |

| 17. dubna 2025 13:30 | USA | 3 : 0 (2:0, 1:0, 0:0) | Německo | Budvar aréna, České Budějovice Návštěvnost: 2 958 |  |

| Report                                                                                       |                                                                                              |             |                   | |
| Aerin Frankel                                                                                | Aerin Frankel                                                                                | Brankáři    | Sandra Abstreiter | Rozhodčí: Michelle McKenna Anniina Nurmi Čároví: Jennifer Cameron (od 18. minuty Leonie Ernst) Erin Zach |
| Pannek (Murphy, Edwards) 05:36' Eden (Winn, Heise) 10:50' Carpenter (Knight, Janecke) 38:53' | Pannek (Murphy, Edwards) 05:36' Eden (Winn, Heise) 10:50' Carpenter (Knight, Janecke) 38:53' | 1:0 2:0 3:0 |                   | Rozhodčí: Michelle McKenna Anniina Nurmi Čároví: Jennifer Cameron (od 18. minuty Leonie Ernst) Erin Zach |
| 2 min                                                                                        | 2 min                                                                                        | Tresty      | 10 min            | Rozhodčí: Michelle McKenna Anniina Nurmi Čároví: Jennifer Cameron (od 18. minuty Leonie Ernst) Erin Zach |
| 51                                                                                           | 51                                                                                           | Střely      | 12                | Rozhodčí: Michelle McKenna Anniina Nurmi Čároví: Jennifer Cameron (od 18. minuty Leonie Ernst) Erin Zach |

| 17. dubna 2025 17:00 | Česko | 7 : 0 (5:0, 0:0, 2:0) | Švýcarsko | Budvar aréna, České Budějovice Návštěvnost: 5 859 |  |

| Report | |                             |                                            |                                                                                 |
| Klára Peslarová | Klára Peslarová | Brankáři                    | Andrea Brändli od 20. minuty Saskia Maurer | Rozhodčí: Samantha Hiller Elizabeth Mantha Čároví: Alex Clarke Jessica Lundgren |
| Pejšová (Vanišová, Pejzlová) 11:47' Mlýnková (Kaltounková, Tejralová) (PP) 13:15' Vanišová (Křížová, Pejšová) 13:40' Kaltounková (Mrázová, Šapovalivová) 18:13' Křížová (Vanišová, Seroiszková) 19:48' Mlýnková (Mrázová, Kaltounková) 48:15' Mlýnková 53:41' | Pejšová (Vanišová, Pejzlová) 11:47' Mlýnková (Kaltounková, Tejralová) (PP) 13:15' Vanišová (Křížová, Pejšová) 13:40' Kaltounková (Mrázová, Šapovalivová) 18:13' Křížová (Vanišová, Seroiszková) 19:48' Mlýnková (Mrázová, Kaltounková) 48:15' Mlýnková 53:41' | 1:0 2:0 3:0 4:0 5:0 6:0 7:0 |                                            | Rozhodčí: Samantha Hiller Elizabeth Mantha Čároví: Alex Clarke Jessica Lundgren |
| 8 min | 8 min | Tresty                      | 6 min                                      | Rozhodčí: Samantha Hiller Elizabeth Mantha Čároví: Alex Clarke Jessica Lundgren |
| 22 | 22 | Střely                      | 14                                         | Rozhodčí: Samantha Hiller Elizabeth Mantha Čároví: Alex Clarke Jessica Lundgren |

| 17. dubna 2025 20:30 | Kanada | 9 : 1 (2:0, 3:1, 4:0) | Japonsko | Budvar aréna, České Budějovice Návštěvnost: 4 877 |  |

| Report | |                                         |                |                                                                               |
| Kristen Campbell | Kristen Campbell | Brankáři                                | Miyuu Masuhara | Rozhodčí: Julia Kainberger Shauna Neary Čároví: Sarah Buckner Tiina Saarimaki |
| Thompson (Fast, Clark) 13:42' Gardiner (Thompson) 16:38' Shelton (Watts) 31:30' Fillier (Spooner, Fast) 33:56' Gosling (Poulin, Fast) (PP) 34:44' Gardiner (O'Neill) 42:52' Fillier (Larocque) 52:22' Clark (Turnbull) 53:10' Jaques (O'Neill, Thompson) 59:01' | Thompson (Fast, Clark) 13:42' Gardiner (Thompson) 16:38' Shelton (Watts) 31:30' Fillier (Spooner, Fast) 33:56' Gosling (Poulin, Fast) (PP) 34:44' Gardiner (O'Neill) 42:52' Fillier (Larocque) 52:22' Clark (Turnbull) 53:10' Jaques (O'Neill, Thompson) 59:01' | 1:0 2:0 2:1 3:1 4:1 5:1 6:1 7:1 8:1 9:1 | 30:00' Miura   | Rozhodčí: Julia Kainberger Shauna Neary Čároví: Sarah Buckner Tiina Saarimaki |
| 2 min | 2 min | Tresty                                  | 2 min          | Rozhodčí: Julia Kainberger Shauna Neary Čároví: Sarah Buckner Tiina Saarimaki |
| 62 | 62 | Střely                                  | 6              | Rozhodčí: Julia Kainberger Shauna Neary Čároví: Sarah Buckner Tiina Saarimaki |

### Semifinále
Oba časy jsou místní (UTC+2).
| 19. dubna 2025 15:00 | USA | 2 : 1 (0:1, 1:0, 1:0) | Česko | Budvar aréna, České Budějovice Návštěvnost: 5 859 |  |

| Report                                                           |                                                                  |             |                            |                                                                          |
| Aerin Frankel                                                    | Aerin Frankel                                                    | Brankáři    | Klára Peslarová            | Rozhodčí: Kelly Cooke Cianna Lieffers Čároví: Justine Todd Kirsten Welsh |
| Edwards (Keller, Knight) (PP) 28:56' Pannek (Eden, Dunne) 48:26' | Edwards (Keller, Knight) (PP) 28:56' Pannek (Eden, Dunne) 48:26' | 0:1 1:1 2:1 | 15:28' Plosová (Hymlárová) | Rozhodčí: Kelly Cooke Cianna Lieffers Čároví: Justine Todd Kirsten Welsh |
| 2 min                                                            | 2 min                                                            | Tresty      | 6 min                      | Rozhodčí: Kelly Cooke Cianna Lieffers Čároví: Justine Todd Kirsten Welsh |
| 45                                                               | 45                                                               | Střely      | 11                         | Rozhodčí: Kelly Cooke Cianna Lieffers Čároví: Justine Todd Kirsten Welsh |

| 19. dubna 2025 19:00 | Kanada | 8 : 1 (2:1, 4:0, 2:0) | Finsko | Budvar aréna, České Budějovice Návštěvnost: 5 273 |  |

| Report | |                                     |                                     |                                                                             |
| Ann Renee-Desbiens | Ann Renee-Desbiens | Brankáři                            | Emilia Kyrkkö                       | Rozhodčí: Samantha Hiller Amanda Tassoni Čároví: Kristýna Hájková Erin Zach |
| Ambrose (Gardiner, Stacey) 02:28' Poulin (Gardiner, Stacey) 14:44' Watts (Nurse, Thompson) 37:18' Watts (Fast, Poulin) (PP) 38:17' Clark (Jenner, Thompson) 38:30' Serdachny (Gosling, O'Neill) 39:16' Thompson (Maltais) 44:56' Nurse (Serdachny, Shelton) 51:25' | Ambrose (Gardiner, Stacey) 02:28' Poulin (Gardiner, Stacey) 14:44' Watts (Nurse, Thompson) 37:18' Watts (Fast, Poulin) (PP) 38:17' Clark (Jenner, Thompson) 38:30' Serdachny (Gosling, O'Neill) 39:16' Thompson (Maltais) 44:56' Nurse (Serdachny, Shelton) 51:25' | 0:1 1:1 2:1 3:1 4:1 5:1 6:1 7:1 8:1 | 00:46' Karvinen (Tulus, Savolainen) | Rozhodčí: Samantha Hiller Amanda Tassoni Čároví: Kristýna Hájková Erin Zach |
| 29 min | 29 min | Tresty                              | 2 min                               | Rozhodčí: Samantha Hiller Amanda Tassoni Čároví: Kristýna Hájková Erin Zach |
| 34 | 34 | Střely                              | 20                                  | Rozhodčí: Samantha Hiller Amanda Tassoni Čároví: Kristýna Hájková Erin Zach |

### Zápas o páté místo
Čas je místní (UTC+2).
| 19. dubna 2025 11:00 | Švýcarsko | 3 : 2 (1:1, 2:1, 0:0) | Švédsko | Budvar aréna, České Budějovice Návštěvnost: 3 274 |  |

| Report                                                                                             | |                     |                                                                              |                                                                                 |
| Saskia Maurer                                                                                      | Saskia Maurer                                                                                      | Brankáři            | Emma Söderberg                                                               | Rozhodčí: Julia Kainberger Elizabeth Mantha Čároví: Alex Clarke Tiina Saarimaki |
| Enzler (Stalder, Vallario) 17:45' Stalder (Enzler, Müller) 35:15' Enzler (Müller, Mériguet) 39:57' | Enzler (Stalder, Vallario) 17:45' Stalder (Enzler, Müller) 35:15' Enzler (Müller, Mériguet) 39:57' | 0:1 1:1 1:2 2:2 3:2 | 15:36' Hedqvist (Bouveng, Anna Kjellbin) 29:43' Johansson (Olsson, Jungaker) | Rozhodčí: Julia Kainberger Elizabeth Mantha Čároví: Alex Clarke Tiina Saarimaki |
| 6 min                                                                                              | 6 min                                                                                              | Tresty              | 4 min                                                                        | Rozhodčí: Julia Kainberger Elizabeth Mantha Čároví: Alex Clarke Tiina Saarimaki |
| 23                                                                                                 | 23                                                                                                 | Střely              | 36                                                                           | Rozhodčí: Julia Kainberger Elizabeth Mantha Čároví: Alex Clarke Tiina Saarimaki |

### Zápas o třetí místo
Čas je místní (UTC+2).
| 20. dubna 2025 14:00 | Finsko | 4 : 3 PP (0:2, 1:1, 2:0 – 1:0) | Česko | Budvar aréna, České Budějovice Návštěvnost: 5 859 |  |

| Report | |                             | |                                                                          |
| Sanni Ahola | Sanni Ahola | Brankáři                    | Klára Peslarová                                                                                                  | Rozhodčí: Samantha Hiller Julia Kainberger Čároví: Alex Clarke Erin Zach |
| Suoranta (Vanhanen) 36:26' Holopainen (Nieminen, Laitinen) 41:06' Holopainen (Savolainen, Laitinen) 58:27' Nylund (Vanhanen) 64:52' | Suoranta (Vanhanen) 36:26' Holopainen (Nieminen, Laitinen) 41:06' Holopainen (Savolainen, Laitinen) 58:27' Nylund (Vanhanen) 64:52' | 0:1 0:2 0:3 1:3 2:3 3:3 4:3 | 02:48' Kaltounková (Pejšová, Mlýnková) 12:53' Mlýnková (Mrázová, Tejralová) 30:42' Lásková (Čajanová, Juříčková) | Rozhodčí: Samantha Hiller Julia Kainberger Čároví: Alex Clarke Erin Zach |
| 5 min | 5 min | Tresty                      | 10 min | Rozhodčí: Samantha Hiller Julia Kainberger Čároví: Alex Clarke Erin Zach |
| 29 | 29 | Střely                      | 28 | Rozhodčí: Samantha Hiller Julia Kainberger Čároví: Alex Clarke Erin Zach |

### Finále
Čas je místní (UTC+2).
| 20. dubna 2025 18:00 | USA | 4 : 3 PP (0:0, 2:2, 1:1 – 1:0) | Kanada | Budvar aréna, České Budějovice Návštěvnost: 5 369 |  |

| Report | |                             |                                                                                        |                                                                          |
| Aerin Frankel od 44. minuty Gwyneth Philips                                                                                   | Aerin Frankel od 44. minuty Gwyneth Philips                                                                                   | Brankáři                    | Ann-Renee Desbiens                                                                     | Rozhodčí: Kelly Cooke Cianna Lieffers Čároví: Justine Todd Kirsten Welsh |
| Harvey (Knight, Carpenter) 27:16' Murphy (Coyne, Stecklein) 27:45' Heise (Murphy, Edwards) (PP) 45:27' Janecke (Heise) 77:06' | Harvey (Knight, Carpenter) 27:16' Murphy (Coyne, Stecklein) 27:45' Heise (Murphy, Edwards) (PP) 45:27' Janecke (Heise) 77:06' | 1:0 2:0 2:1 2:2 3:2 3:3 4:3 | 28:37' Serdachny (Fast, Clark) 29:32' Gardiner (Poulin, Stacey) 54:12' Fillier (Clark) | Rozhodčí: Kelly Cooke Cianna Lieffers Čároví: Justine Todd Kirsten Welsh |
| 4 min | 4 min | Tresty                      | 6 min                                                                                  | Rozhodčí: Kelly Cooke Cianna Lieffers Čároví: Justine Todd Kirsten Welsh |
| 30 | 30 | Střely                      | 47                                                                                     | Rozhodčí: Kelly Cooke Cianna Lieffers Čároví: Justine Todd Kirsten Welsh |

## Konečné pořadí
| Poř.             | Tým       | Z | V | VP | PP | P | GV | GI | +/− | B  | Konečný výsledek         |
| ---------------- | --------- | - | - | -- | -- | - | -- | -- | --- | -- | ------------------------ |
| Zlatá medaile    | USA       | 7 | 6 | 1  | 0  | 0 | 27 | 6  | +21 | 20 | Vítěz                    |
| Stříbrná medaile | Kanada    | 7 | 5 | 0  | 1  | 1 | 37 | 8  | +29 | 16 | Finalista                |
| Bronzová medaile | Finsko    | 7 | 3 | 1  | 0  | 3 | 15 | 28 | −13 | 11 | Třetí místo              |
| 4.               | Česko     | 7 | 2 | 0  | 1  | 4 | 17 | 21 | −4  | 7  | Čtvrté místo             |
|                  |           |   |   |    |    |   |    |    |     |    |                          |
| 5.               | Švýcarsko | 6 | 1 | 0  | 0  | 5 | 4  | 23 | −19 | 3  | O 5. místo               |
| 6.               | Švédsko   | 6 | 4 | 0  | 0  | 2 | 21 | 8  | +13 | 12 | O 5. místo               |
|                  |           |   |   |    |    |   |    |    |     |    |                          |
| 7.               | Japonsko  | 5 | 3 | 0  | 0  | 2 | 9  | 13 | −4  | 9  |                          |
| 8.               | Německo   | 5 | 2 | 0  | 0  | 3 | 11 | 12 | −1  | 6  |                          |
|                  |           |   |   |    |    |   |    |    |     |    |                          |
| 9.               | Norsko    | 4 | 1 | 0  | 0  | 3 | 7  | 18 | −11 | 3  | Sestupující do Divize IA |
| 10.              | Maďarsko  | 4 | 0 | 0  | 0  | 4 | 1  | 11 | −10 | 0  | Sestupující do Divize IA |

## Galerie

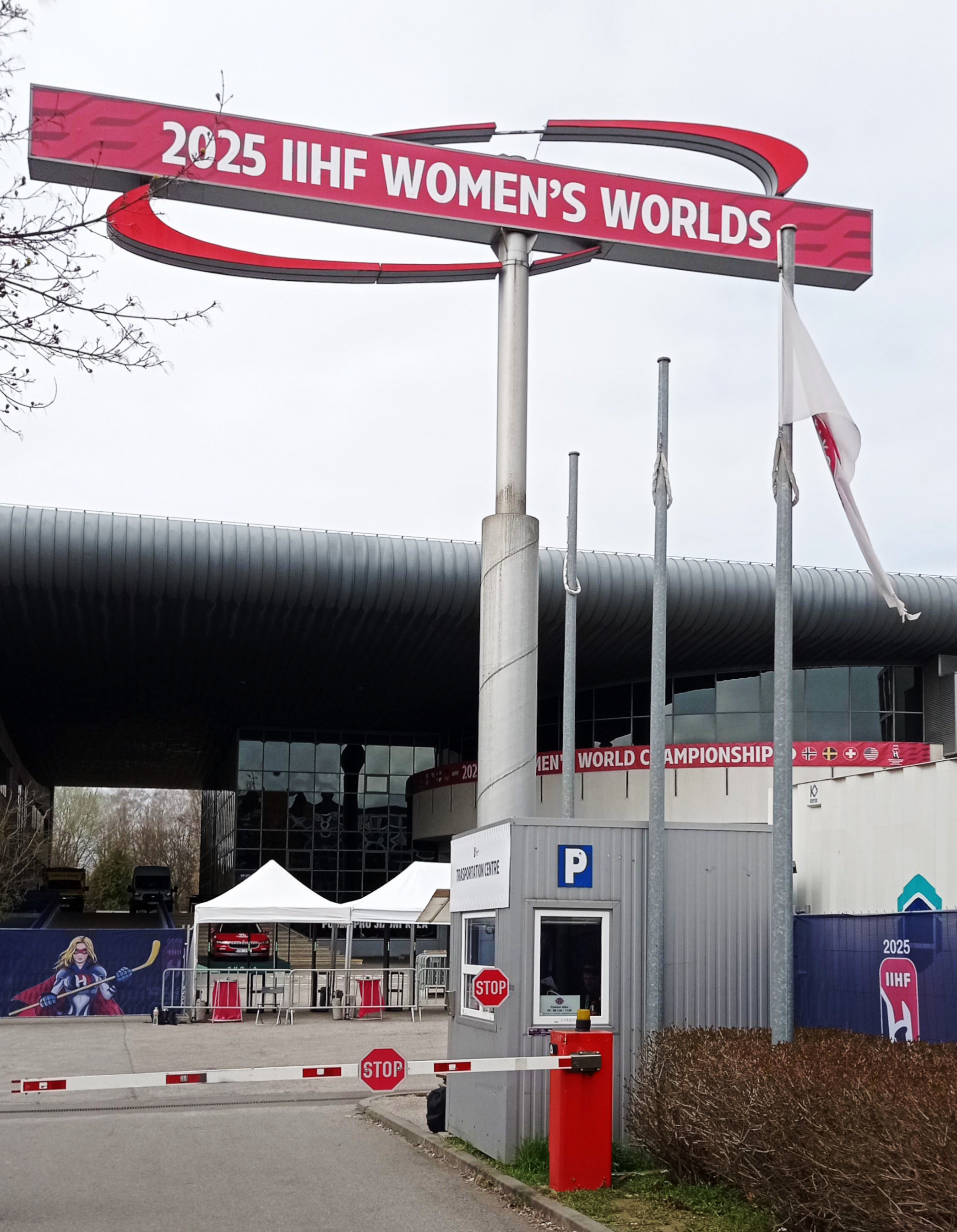
Vstup do Budvar arény
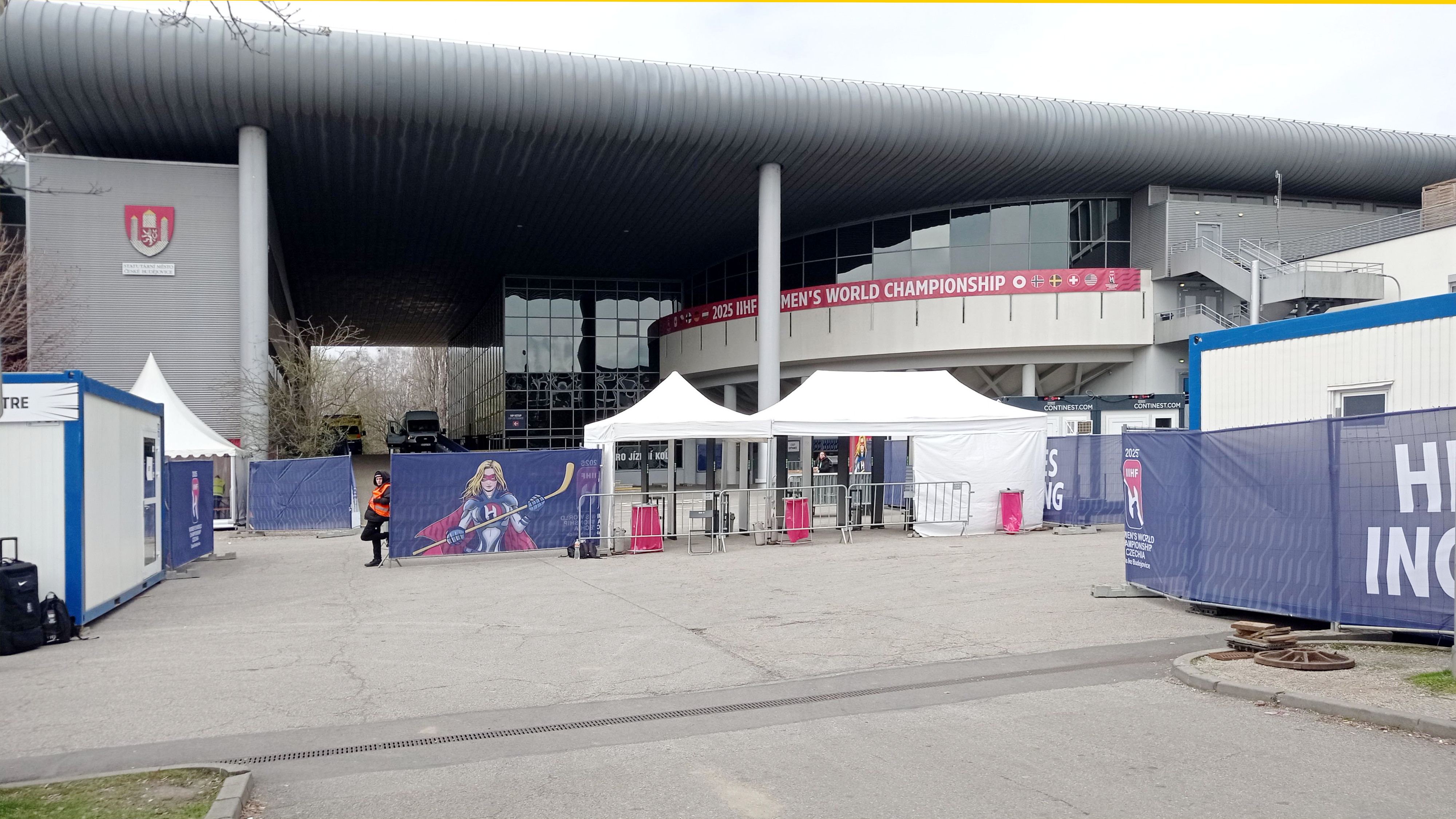
Budvar Aréna den před začátkem akce
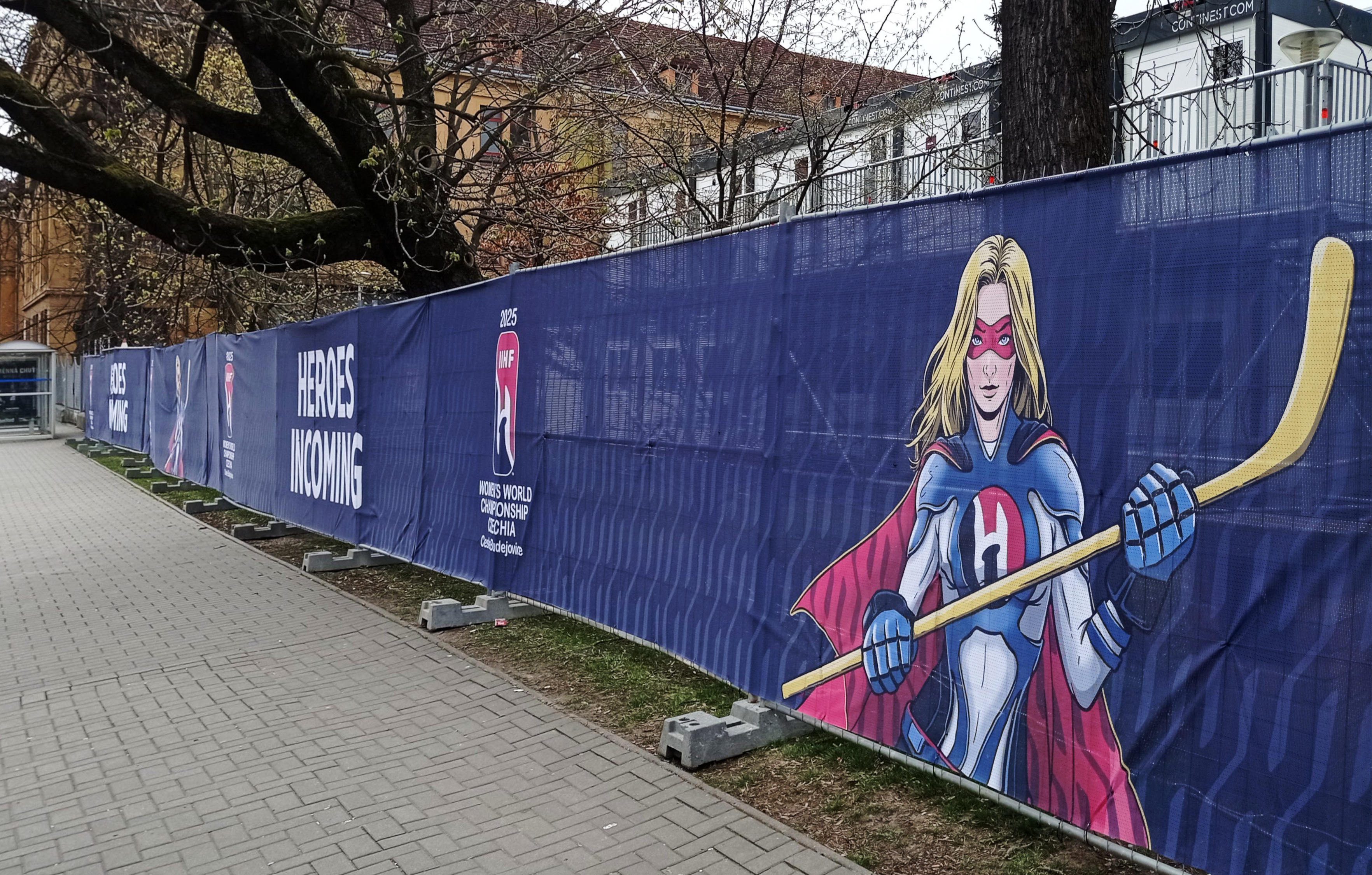
Motto šampionátu Hrdinky přicházejí